# Малые Касьяны
Малые Касьяны — деревня в Слободском районе Кировской области в составе Ильинского сельского поселения.

## География
Находится на левобережье реки Белая Холуница на расстоянии примерно 13 км по прямой на восток-северо-восток от районного центра города Слободской.

## История
Известна с 1747 года как починок Гомзулинский с населением 2 души. В 1764 году 1 житель. В 1873 году в починке дворов 4 и жителей 21, в 1905 6 и 34, в 1926 5 и 37, в 1950 12 и 25 соответственно. С 1939 нынешнее название фигурирует окончательно. В 1989 году оставалось 8 постоянных жителей. 

## Население
Постоянное население  составляло 2 человека (русские 100%) в 2002 году, 2 в 2010.